# Zákamenné
Zákamenné je naseljeno mjesto u okrugu Námestovo u Žilinskom kraju u Slovačkoj.

## Stanovništvo
| Godina:     | 1993. | 2003.    | 2013.   | 2023.   |
| ----------- | ----- | -------- | ------- | ------- |
| Broj ljudi: | 4370  | 4917     | 5300    | 5687    |
| Razlika:    |       | +12,51 % | +7,78 % | +7,30 % |

| Godina:     | 2022. | 2023.   |
| ----------- | ----- | ------- |
| Broj ljudi: | 5623  | 5687    |
| Razlika:    |       | +1,13 % |

Prema podatcima o broju stanovnika iz 2023. godine naselje je imalo 5687 stanovnika.

## Vanjske poveznice
|  | Zajednički poslužitelj ima još gradiva o temi Zákamenné |

- Službena stranica naselja (sl.)